# Escudo de Cillorigo de Liébana
El escudo de Cillorigo de Liébana es uno de los símbolos del municipio español de Cillorigo de Liébana en Cantabria, junto a su bandera.
Dicho escudo queda organizado de la manera siguiente: escudo cortado: 1.º de plata, una flor de lis azul; 2.º de gules, una espuela de oro. Va timbrado con la corona real española.
El escudo fue adoptado en sesión plenaria celebrada por el Ayuntamiento el día 29 de abril de 1994 siendo autorizado por el Consejo de Gobierno de Cantabria el día 1 de febrero de 1996, previo informe favorable emitido por la Real Academia de la Historia.